# Bledzew
Bledzew (deutsch Blesen) ist ein Dorf und ehemalige Stadt mit etwa 1200 Einwohnern im Powiat Międzyrzecki der Woiwodschaft Lebus in Polen. Es ist Sitz der gleichnamigen Landgemeinde mit 4281 Einwohnern (Stand 31. Dezember 2020).

## Geographische Lage
Das Dorf liegt in Großpolen, 15 km nordwestlich der Stadt Międzyrzecz (Meseritz) in der Nähe des linken Ufers der Obra, eines Nebenflusses der Warthe.

## Geschichte

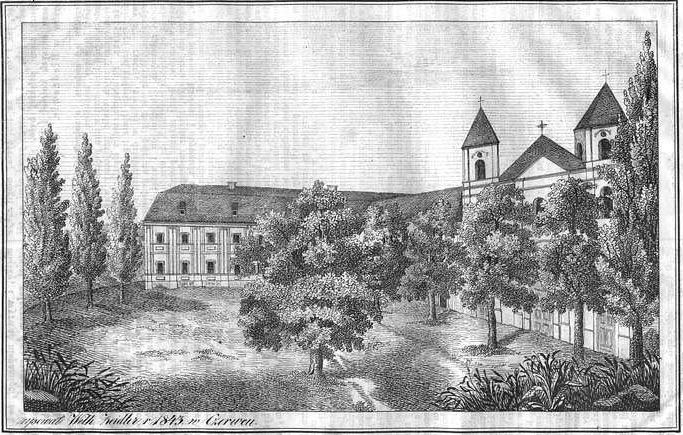
Das Kloster vor seiner Zerstörung

Zwischen 1231 und 1239 holte der Herzog von Großpolen, Władysław Odon, Zisterzienser aus der Lausitz in das Land und schenkte ihnen Flächen an der Obra zur Urbarmachung. Als die Gegend zu Beginn des 14. Jahrhunderts vorläufig zur Mark Brandenburg gekommen war, schenkte Markgraf Waldemar das Dorf Blesowe und dessen Umgebung dem Kloster Semmritz, in 1326 gelangte Blesen aber zurück an Großpolen. König Kasimir Jagiellonicus verlieh dem Ort im Jahre 1458 das Magdeburger Stadtrecht. In einem am 21. November 1493 durch König Johann I. Albrecht erteilten Privileg lautet der Name des Städtchen Bledzewo alias Szombritz. Die Stadtrechte wurde der äbtlichen Mediatstadt in den Jahren 1565, 1619 und 1767 mehrmals bestätigt. Nachdem das Zisterzienserkloster Semmritz seinen Sitz seit Beginn des 15. Jahrhunderts immer mehr nach Blesen verlagert hatte, erfolgte 1578 die Aufgabe der Klostergebäude in Semmritz. Die Stadt hatte einen regelmäßigen rechteckigen Grundriss und besaß zwei übergroße Marktplätze, aber keine Stadtbefestigungsanlagen. Die Bewohner lebten von der Tuchmacherei, Brauerei, Handwerk und dem Obstbau.
Im Jahre 1793 kam  Blesen zu Preußen. Seit 1818 gehörte es dem Kreis Birnbaum. 1835 erfolgte die Säkularisation des Klosters. Der Klosterbesitz wurde 1842 für 5.000 Taler mit der Bedingung, sämtliche Klostergebäude einschließlich der Klosterkirche abzureißen, versteigert. Die Kulturgüter des Klosters wurden in die Stadtkirche verbracht. Von 1887 über den Ersten Weltkrieg hinaus  bis zum Ende des Zweiten Weltkriegs gehörte es dem  Landkreis Schwerin (Warthe) im Deutschen Reich.
Nach dem Zweiten Weltkrieg wurde Blesen wieder Teil Polens und verlor am 30. August 1945 seine Stadtrechte. Die damals fast ausschließlich deutschsprachige Bevölkerung wurde in den Jahren 1945 bis 1947  vertrieben.

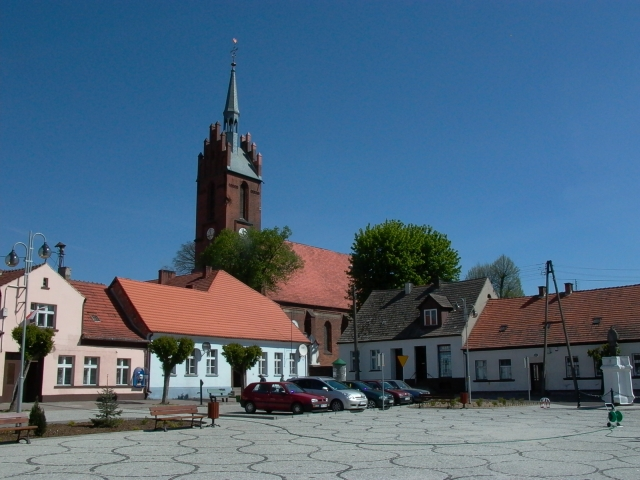
Marktplatz in Bledzew

### Einwohnerzahlen  vor 1945
- 1800: 649, zum größten Teil Polen[1]
- 1816: 832[1]
- 1843: 1.233[1]
- 1861: 1.498[1]
- 1925: 1.411[2]
- 1933: 1.370[2]
- 1939: 1.361[2]

## Gemeinde
Zur Landgemeinde (gmina wiejska) Bledzew gehören das Dorf selbst und weitere Dörfer mit Schulzenämtern.

### Partnergemeinde
- Podelzig, Deutschland